# Trevi (Umbrie)
Trevi je italská obec v provincii Perugia v oblasti Umbrie. Leží 49 km jihovýchodně od Perugie a 29 km jižně od Assisi. V roce 2019 zde žilo 8 349 obyvatel.

## Poloha
Město se rozkládá v údolí o nadmořské výšce kolem 210 m a na horách Monte Brunette (1422 m) a Monte Serano (1429 m). Má osm místních částí, jimiž jsou: Borgo, Bovara, Cannaiola, Coste, Pigge, Manciano, Matigge, Parrano, Picciche, San Lorenzo a Santa Maria in Valle.

### Sousední obce
Campello sul Clitunno, Castel Ritaldi, Foligno, Montefalco, Sellano a Spoleto.

## Dějiny
Existence starověkého města sahá do období římské říše, tehdy se nazývalo Trebiae, bylo centrem regionu (municipium) a obývali je převážně Umbriané. Vrch a rovina kolem něj byly opevněné, zbytky městské hradby a bran se dochovaly (Arco del Mostaccio). Město bylo napojeno na hlavní silnici k Via Flaminia. Asi čtyři kilometry od města se nacházela známá Jupiterova svatyně Clitunno.
Od pozdní antiky do 11. století bylo Trebiae/Trevi sídlem biskupa. Titulární diecéze Trebia římskokatolické církve se vrací k diecézi. Ve středověku Trevi zpočátku patřilo k Lombardii, ve 13. století se stalo autonomním městem a v roce 1438 součástí papežského státu.

## Památky
- Dóm sv. Emiliana, trojlodní románská bazilika, přestavěná v pozdně barokním slohu v 18. století, je zasvěcena patronovi města, jehož svátek se slaví 28. ledna.
- Chrám Madonna delle lacrimae - poutní kostel, významný Peruginův obraz Klanění Tří králů
- Opatství sv. Petra v místní části Bovara
- Radnice s věží (Palazzo communale a Tore civica)
- Chrám sv. Františka - nyní muzeum

## Galerie

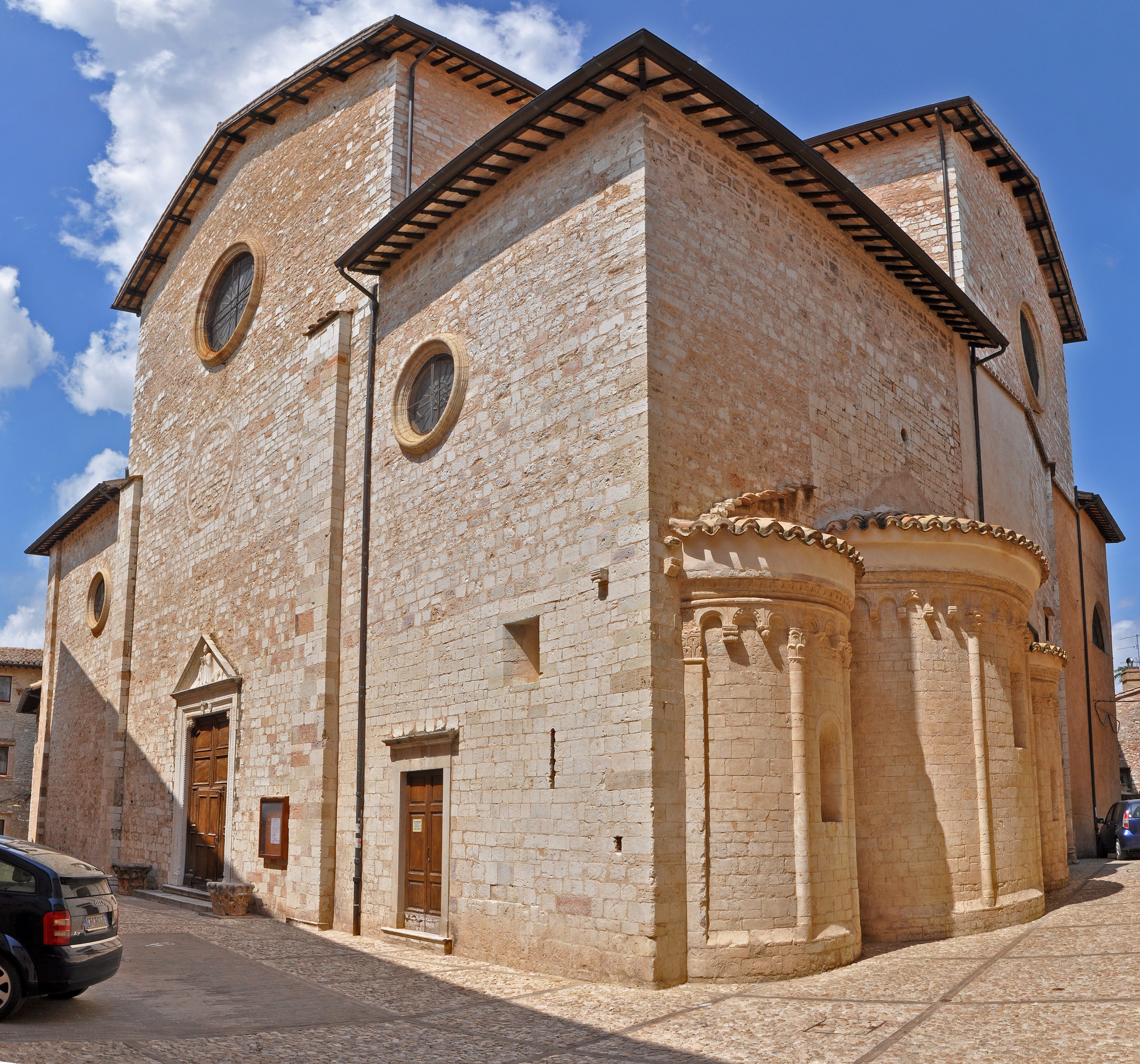
Dóm
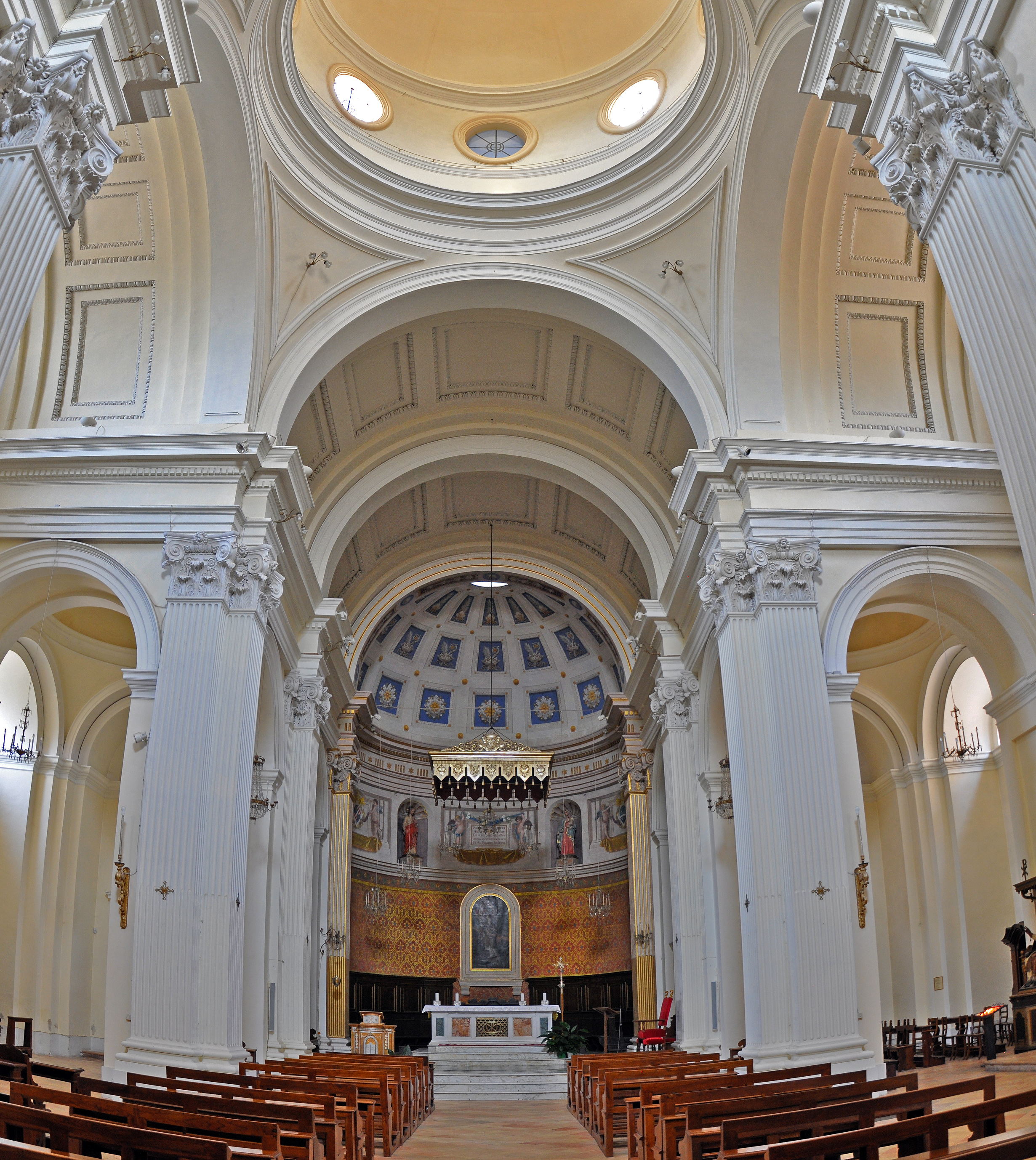
Interiér dómu
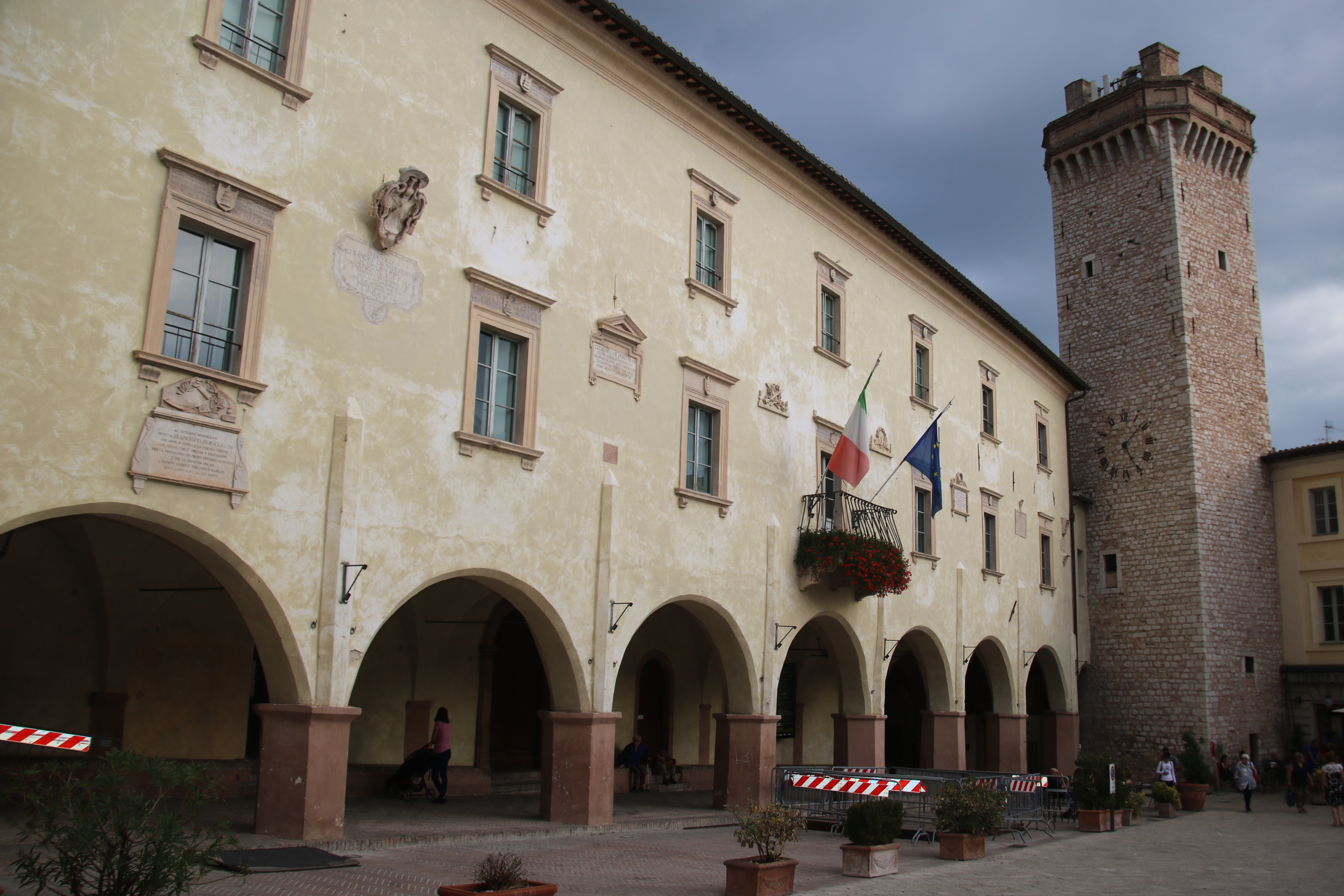
Radnice s věží
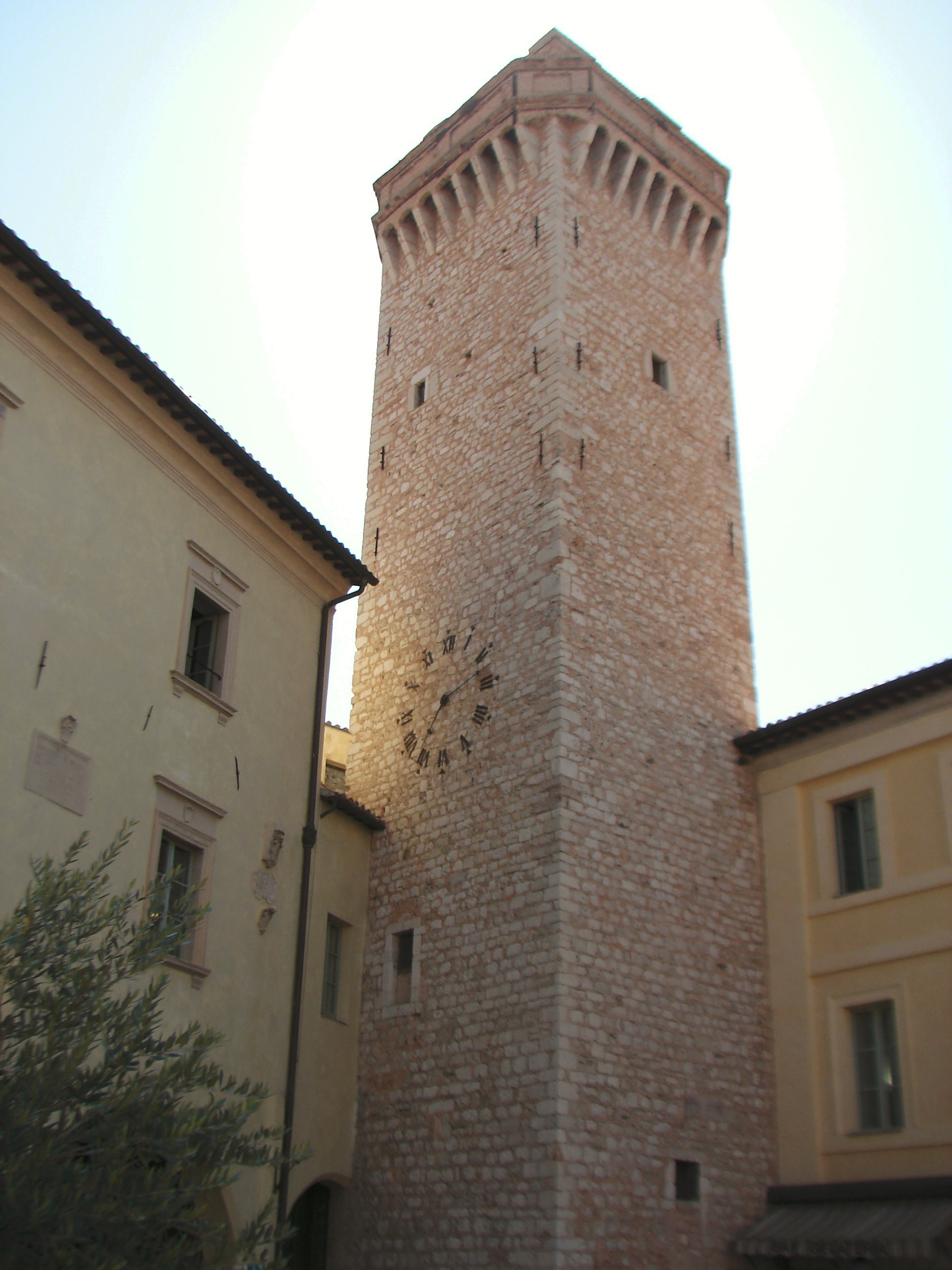
Hodinová věž
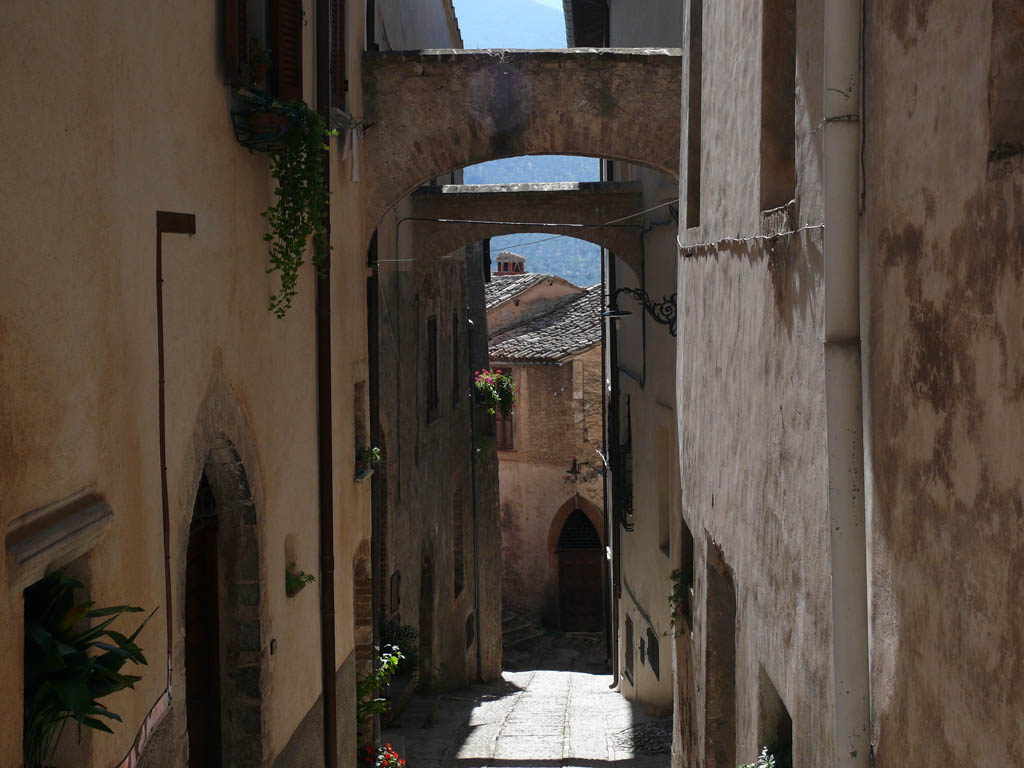
Ulička starého města
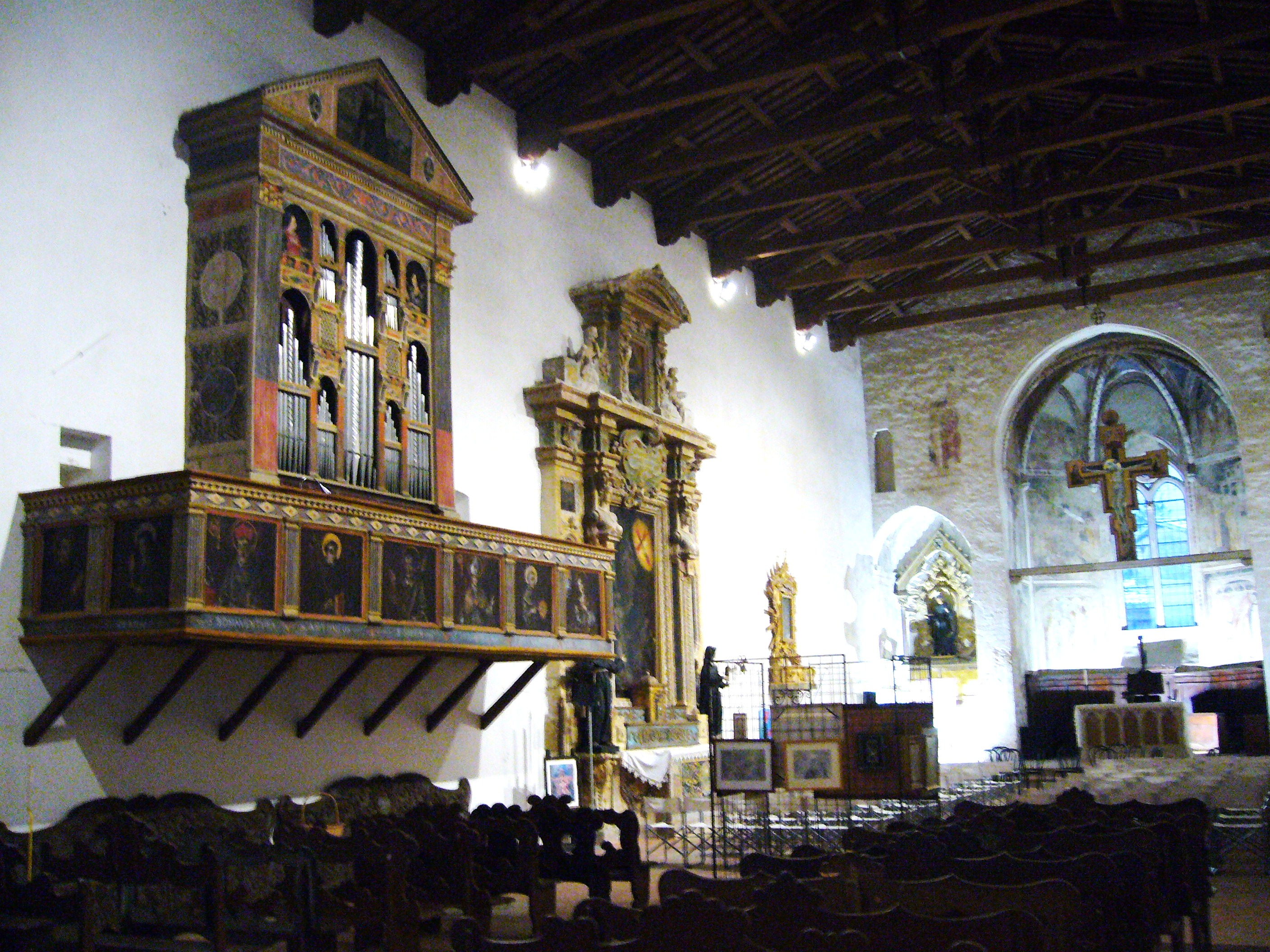
kostel sv. Františka
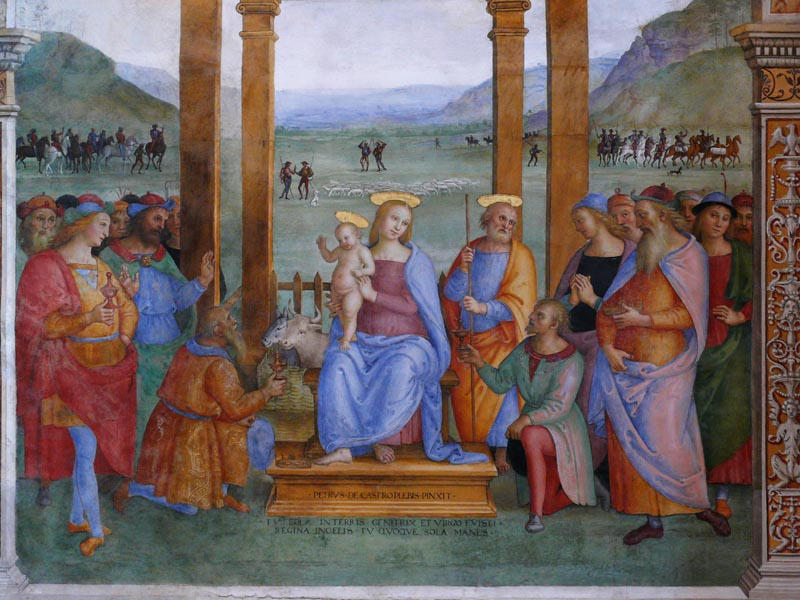
Perugino: Klanění Tří králů
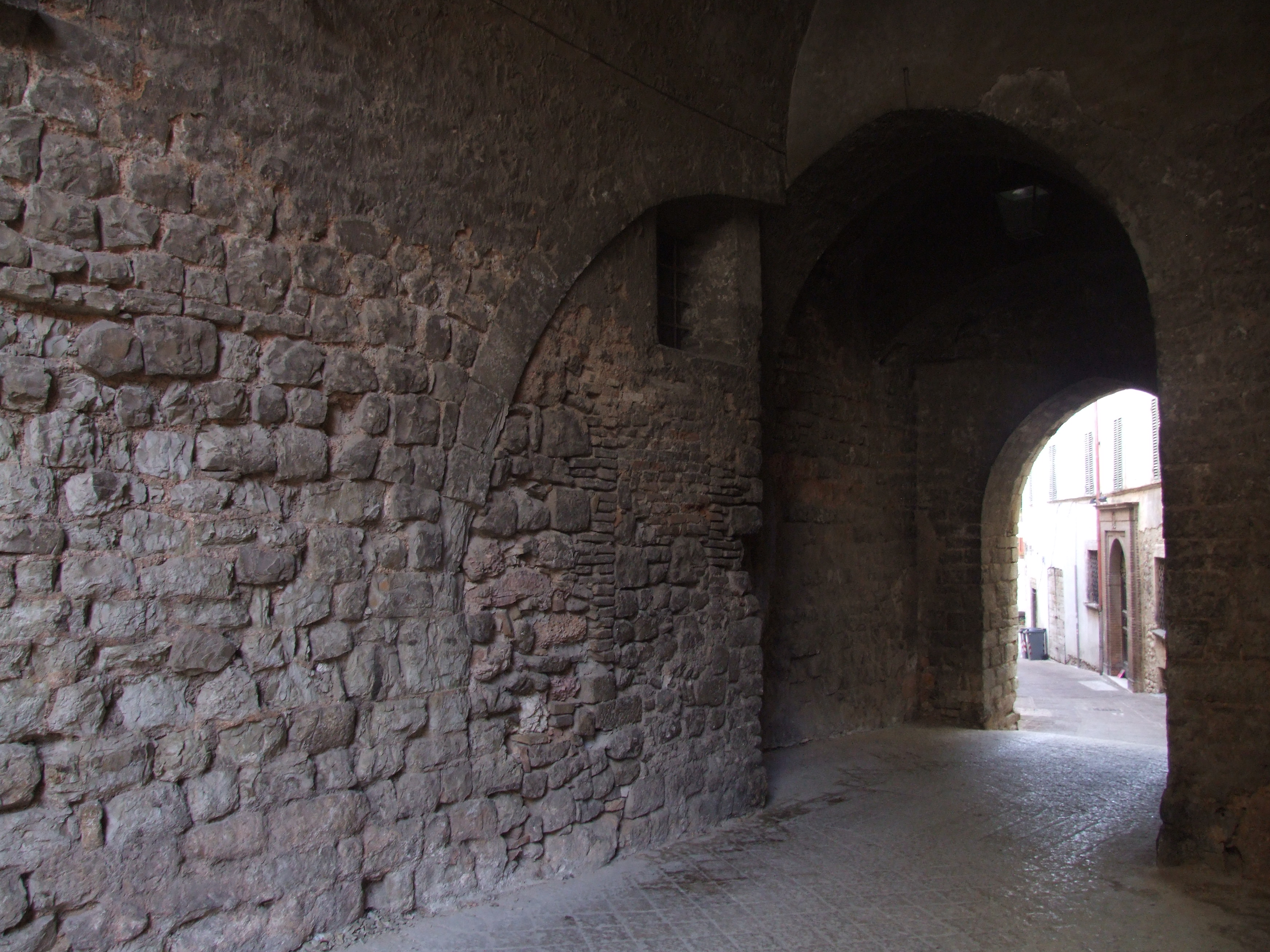
Arco del Mostaccio
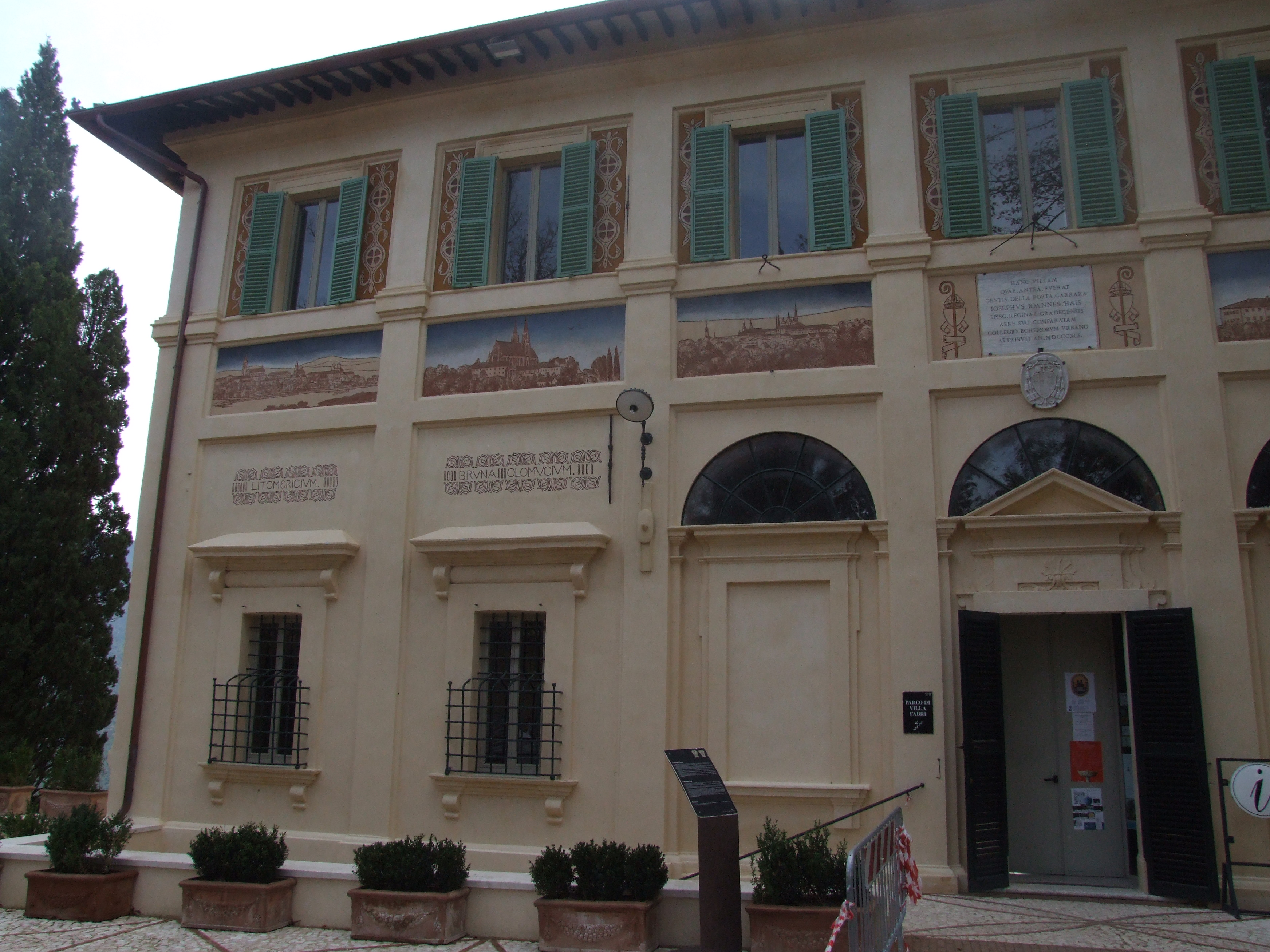
Villa Fabri
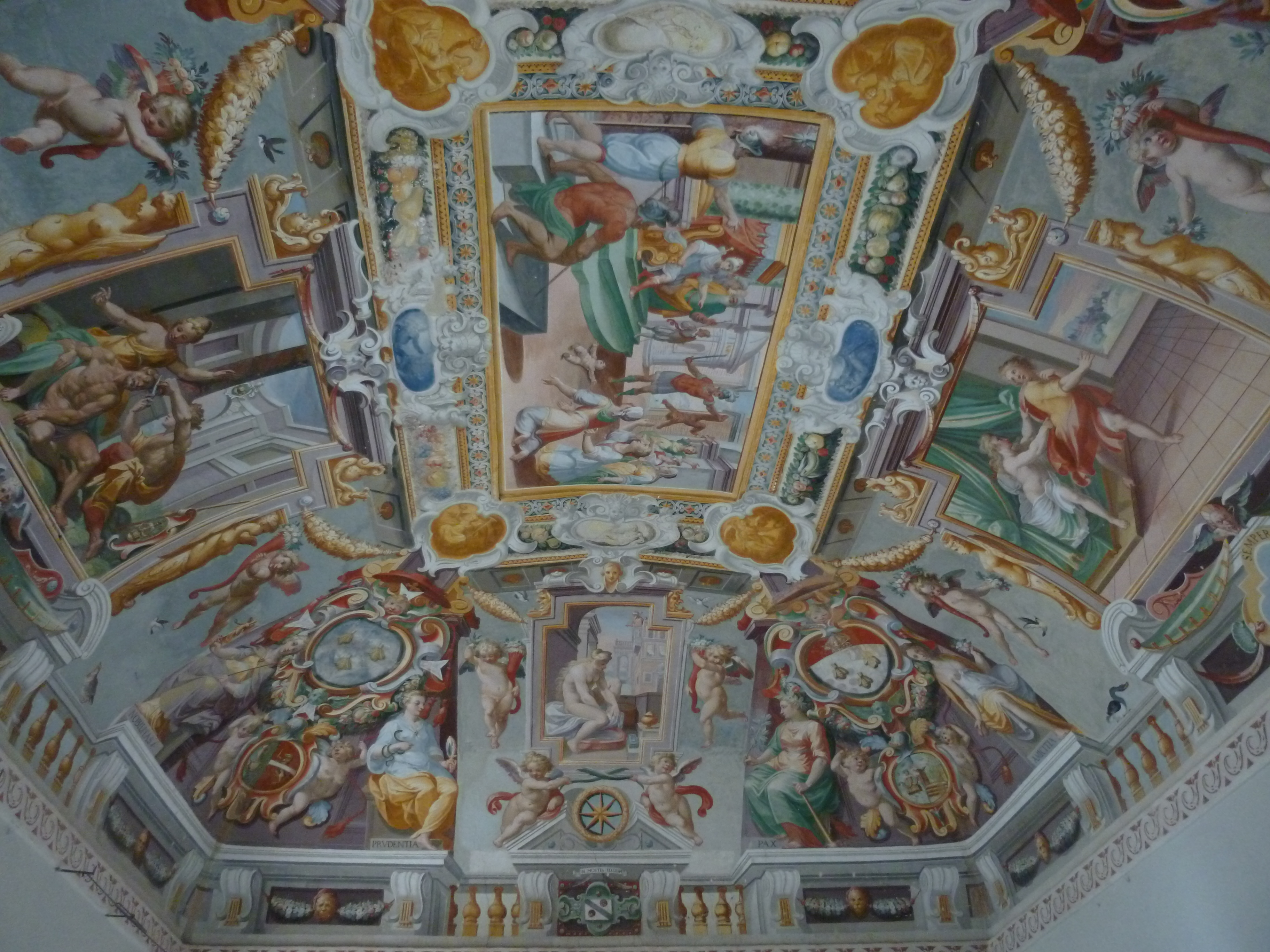
Fresky ve vile Fabri
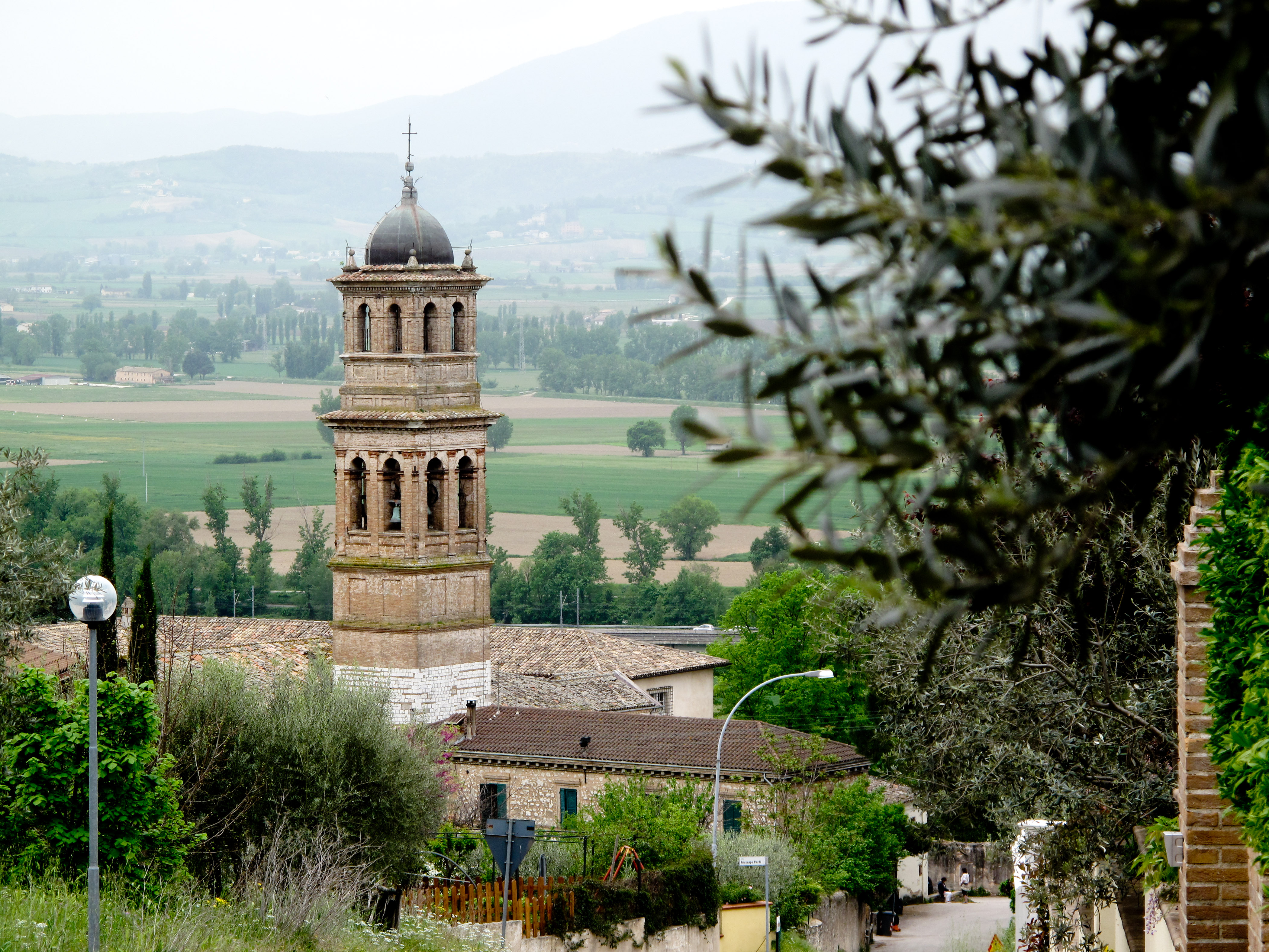
Opatství San Pietro, Bovara